# Bruder Adam

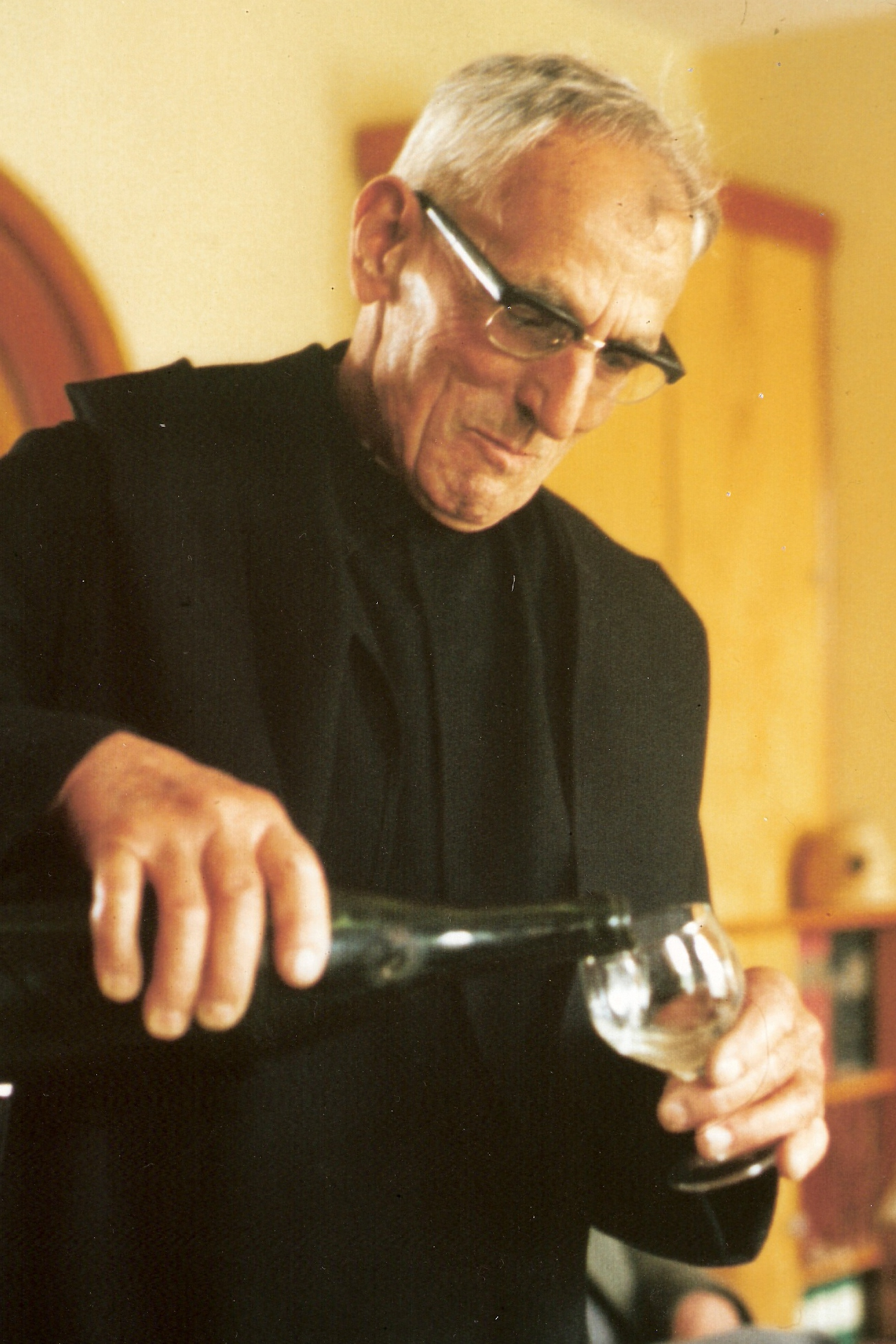
Karl Kehrle, 1991

Karl Kehrle OSB, OBE (* 3. August 1898 in Mittelbiberach; † 1. September 1996 in Buckfast Abbey, Devon), auch bekannt als Bruder Adam, war ein Benediktinermönch und Imker, der durch die Zucht seiner Buckfastbiene zu einem der Pioniere der modernen Bienenzucht im Vereinigten Königreich wurde.

## Leben
Im Alter von zwölf Jahren gab seine Mutter den Oberschwaben Karl Kehrle in die englische Benediktinerabtei Buckfast, wo bereits andere Mönche aus seiner Heimat lebten. Bei seinem Eintritt wählte er als Ordensnamen Adam. Da die Bauarbeiten, die zu jener Zeit im Kloster stattfanden, für ihn zu anstrengend waren, wurde er 1915 der Klosterimkerei zugewiesen, deren Leitung er 1919 übernahm. 1922 legte er die ewigen Gelübde ab. Er beschloss aufgrund der seinerzeit in England grassierenden Acarapiose, bei der in der Klosterimkerei nur wenige Bienenvölker überlebten, in der Zucht neue Wege zu gehen. Die hierfür erforderlichen Grundlagen zur Anwendung der Vererbungslehre auf die Züchtung von Bienen fand er in Ludwig Armbrusters Buch Bienenzüchtungskunde von 1919. In der Annahme einer hohen Inzuchtanfälligkeit der Honigbiene wandte er sich von der allgemein bekannten Reinzucht als alleiniger Zuchtmethode ab.
Basierend auf den Lehren von Ludwig Armbruster züchtete er so in Kreuzungszucht, Kombinationszucht und Reinzucht eine erbfeste Honigbienenrasse, die in Bezug auf Krankheitsresistenz, Charaktereigenschaften und Honigleistung seine Anforderungen erfüllte. Hierzu bereiste er seit den 1920er-Jahren systematisch und konsequent große Teile der Welt, beginnend in Europa bis nach Asien und Afrika, um nach geeigneten Bienenrassen zu suchen, die er in seiner Imkerei testete, um einige in seine Population einzukreuzen. Die daraus entstehende Rasse nannte er zu Ehren seines Heimatklosters Buckfastbiene.

## Buckfastbiene

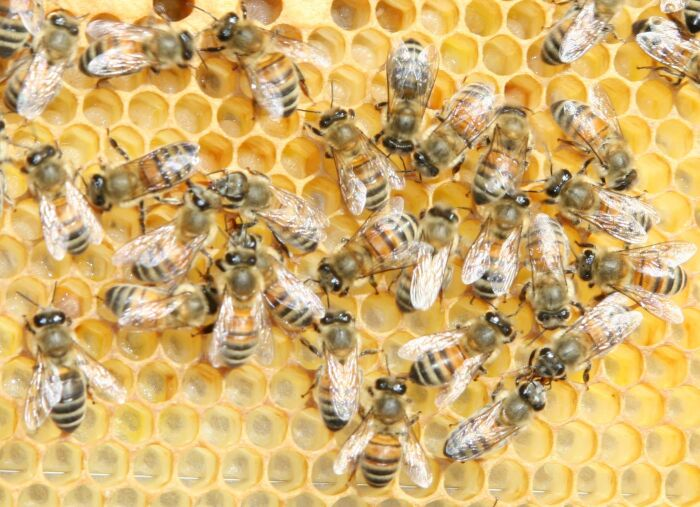
Die Buckfastbiene, gut erkennbar an den ersten Hinterleibsringen in lederbrauner bis rötlicher Farbe

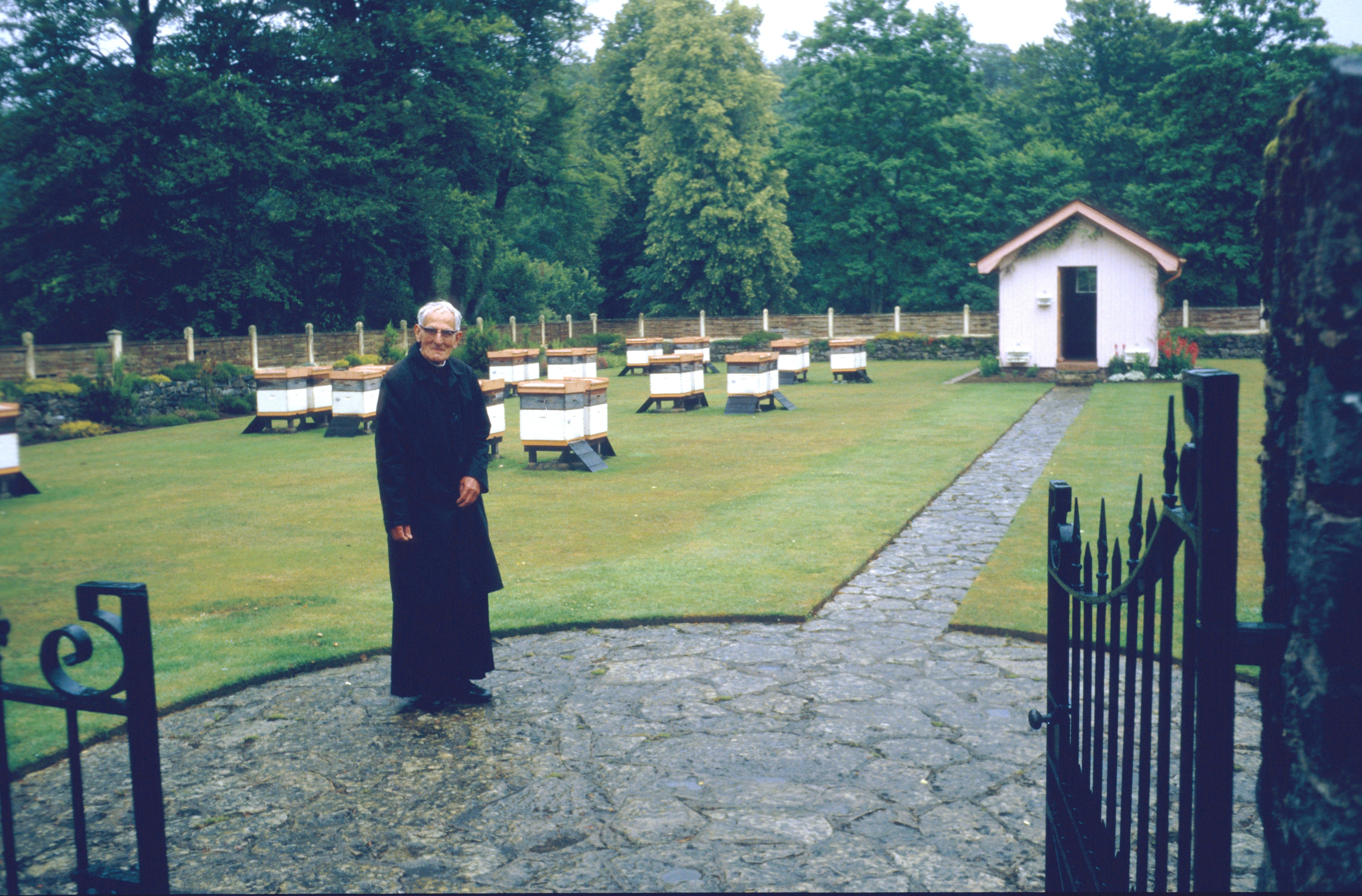
Bruder Adam am Eingang des Bienengarten von Buckfast Abbey 1981. Im Hintergrund stehen die Zuchtvölker

Bruder Adam vertrat bei vielen Auftritten in der ganzen Welt vehement seine Ansichten und wurde dadurch zum anerkannten Bienenwissenschaftler, der unter anderem die Ehrendoktorwürde der Universitäten Exeter und Uppsala erhielt. 1974 wurde er mit dem Bundesverdienstkreuz der Bundesrepublik Deutschland ausgezeichnet und als Officer in den Order of the British Empire (OBE) aufgenommen.
Gesundheitliche Gründe zwangen Bruder Adam 1992, sein Amt als Leiter der Klosterimkerei, das er seit 1. September 1919 innehatte, niederzulegen; der von ihm als Nachfolger vorgeschlagene Bienenzüchter wurde von der Klosterleitung abgelehnt und die Zucht zunächst in die Hände eines unerfahrenen Mönches gegeben. Nachdem dies zu Protesten unter Buckfastimkern führte (man befürchtete den Verlust des Ergebnisses jahrzehntelanger Zuchtarbeit), übernahm Bruder Adams Assistent Peter Donovan die Zucht. Die Zucht der Buckfastbiene, ausgehend von dem von Bruder Adam weitergegebenen Zuchtmaterial und basierend auf seinen Zuchtrichtlinien, wird von vielen Bienenzüchtern weltweit erfolgreich fortgesetzt. Das züchterische Erbe von Bruder Adam wird von der Gemeinschaft der europäischen Buckfastimker e.V. aktiv gepflegt und weitergeführt. In Landesverbände aufgeteilt, nehmen mehrere hundert Imker an den jährlich durchgeführten, auf den Kriterien von Bruder Adam basierenden Zuchtprogrammen teil.

## Verfilmung
Ein Jahrzehnt nach Bruder Adams Tod wurde der Film The Monk and the Honeybee („Der Mönch und die Honigbiene“) veröffentlicht, welcher von David Taylor produziert wurde.
Der Film wurde über eine Spielzeit von 90 Min. in den Bienenhäusern von Buckfast Abbey Devon gedreht. Er folgt Bruder Adam nach Schweden und Deutschland und zu einem Bienenhaus in den bayerischen Alpen und begleitet ihn auf einer Expedition zu den Hängen des Kilimandscharo in Tansania, wo Bruder Adam die Apis mellifera monticola suchte und fand. Er wollte die Fügsamkeit und Widerstandsfähigkeit gegen Kälte dieser Rasse in die Buckfastbiene integrieren.